# Quận Llano, Texas
Quận Llano (tiếng Anh: Llano County) là một quận trong tiểu bang Texas, Hoa Kỳ. Quận lỵ đóng ở thành phố Llano 6. Theo kết quả điều tra dân số năm  2000 của Cục điều tra dân số Hoa Kỳ, quận có dân số 17.004 người 2.